# Khariton Chavichvily
Khariton Chavichvily (ou Chavichvili, Shavishvili, Šavišvili ; en géorgien : ხარიტონ შავიშვილი ; en russe : Харитон Шавишвили) est un diplomate géorgien, employé de la mission diplomatique de la République démocratique de Géorgie en Suisse et de la Société des Nations. Il est né le 6 janvier 1886 au village de Kveda Bakhvi, municipalité d'Ozourguéti, région de Gourie (aujourd’hui en Géorgie, alors dans l’empire russe) et décédé le 27 janvier 1975 à Genève.

## Biographie

### Jeunesse et période révolutionnaire
Khariton Rostomovich Chavichvily est né dans une famille de sept enfants, six fils et une fille. Le frère aîné, Vano, a joué un rôle important dans la vie de Khariton Chavichvily, c'est avec lui qu’il se rend à Batoumi et s'engage dans des activités révolutionnaires au sein des mencheviks (opposés aux bolcheviks). Chavichvily rencontre des sociaux-démocrates : Isidore Ramishvili, Noé Khomériki, Bénia Tchkhikvichvili, Noé Ramichvili, ainsi que Noé Jordania (socialiste et futur chef du gouvernement de la République de Géorgie, réfugié à Genève de 1893 à 1914) et Staline. Il poursuit son activité révolutionnaire à Tchiatoura puis à Koutaïssi. Chavichvily est arrêté en 1906 et déporté en Sibérie. En prison, il rencontre des révolutionnaires célèbres, dont Trotsky.

### Exil en Suisse et travail à la Société des Nations
Il parvient à fuir la Sibérie au printemps 1908, traverse la Russie, la Pologne, et parvient finalement en Suisse où il rejoint son frère Vano. Il n'a que 21 ans quand il rencontre Lénine à Genève,. Chavichvily décrit ses souvenirs de cette période dans Révolutionnaires russes à Genève en 1908 (publié en français à Genève en 1974).
Après la chute de l’Empire russe en 1917, la Géorgie devient indépendante. La République démocratique de Géorgie existe de 1918 à 1921. Chavichvily devient en octobre 1918 Conseiller de la mission diplomatique géorgienne à Berne. Il fonde au même moment à Berne le Bureau de presse géorgien qui diffusera des documents soutenant l'indépendance de la Géorgie, mensuellement, pendant 25 ans (malgré l’interdiction officielle qui le frappe après 1921). Fin 1920, Chavichvili représente la Géorgie à l'Assemblée de la Société des Nations (SDN). La Ligue Suisse pour l'indépendance des républiques allogènes issues de l'ancien Empire russe appuie la demande d'admission présentée par la République de Géorgie. Chavichvili est nommé Délégué permanent de la Géorgie auprès de la SDN, et est transféré à Genève,.
Après l'occupation soviétique de février 1921, Chavichvily reste à Genève et continue à travailler à la Société des Nations jusqu'en 1934 en tant que représentant de la République démocratique de Géorgie. Il a été membre du Conseil général de l'Union des associations internationales et a participé à ses réunions annuelles dans les grandes villes européennes. Il s'est adressé à plusieurs reprises à la Société des Nations, critiquant vivement l'Union soviétique. Il est connu pour un discours à l'ONU accusant la Russie soviétique de détenir des armes secrètes, en 1934. 
En septembre 1922, au nom de la Croix-Rouge géorgienne, Chavichvily adresse une lettre à Gustave Ador, président du « Comité international de secours à la Russie », appelant à venir en aide aux populations de Géorgie souffrant de la faim et d’épidémies. Après avoir lu la lettre en séance, Ador commente : « Vous savez tous que les secours aux affamés russes de Russie doivent être aussi destinés aux affamés en Géorgie ».
En sa qualité de Délégué du gouvernement national de Géorgie, Chavichvily transmet à la Société des Nations en septembre 1923 un appel du « Comité de l’indépendance de la Géorgie » (Tbilissi, 25 mai 1923) qui lui est parvenu de manière clandestine.
En 1924, Khariton Chavichvily participe à la fondation du Comité international pour la Géorgie, présidé par Jean Martin (rédacteur au Journal de Genève). Ce comité vise à lutter contre les « calomnies » propagées sur la Géorgie. Le comité comprenait des représentants des partis suisses et des rédacteurs en chef de journaux publiés à Genève. Du 27 au 29 octobre 1925 se déroule à Genève une « Semaine géorgienne » avec la participation de Noé Jordania et de représentants du gouvernement suisse, de diplomates d'une trentaine pays, de professeurs des universités de Genève et de Lausanne, et d'artistes géorgiens. Le comité célèbre Chota Roustavéli, écrivain géorgien du XIIe siècle, le 4 novembre 1937 à l'Université de Genève.
Le quotidien fribourgeois La Liberté se fait l’écho en 1928 d’un conflit opposant Chavichvily au conseiller national genevois Léon Nicole, sous le titre « Socialistes contre socialistes ». Nicole aurait pris le parti des bolchévistes russes contre les socialistes géorgiens. Chavichvily a sollicité et obtenu le soutien du Comité central du parti socialiste suisse, et s’est adressé aux tribunaux. La Sentinelle a accepté de publier une longue lettre où Chavichvily explique pourquoi il s'est senti calomnié. Le conseiller national socialiste Ernest-Paul Graber vient au secours de Chavichvily dans ce même journal en août 1932. Le conflit est plus largement entre Léon Nicole et le parti socialiste suisse, dont le Comité central débat longuement en octobre 1932 de l'affaire Nicole-Chavichvily et condamne l'adhésion de membres « à des organisations qui échappent au contrôle du parti ».
Chavichvily avait d'étroites relations avec des personnalités politiques de pays européens, et s'est lié d'amitié avec plusieurs présidents de la Suisse. Son engagement pour ses compatriotes dans les zones occupées en Allemagne, Autriche et Italie pendant la Seconde Guerre mondiale est remarqué. Dans la période d'après-guerre, il participe à la création à Genève de la « Représentation des émigrants géorgiens ».
Vers 1960, âgé de 75 ans, Chavichvily « se considère le dernier des mencheviks ».

### Famille

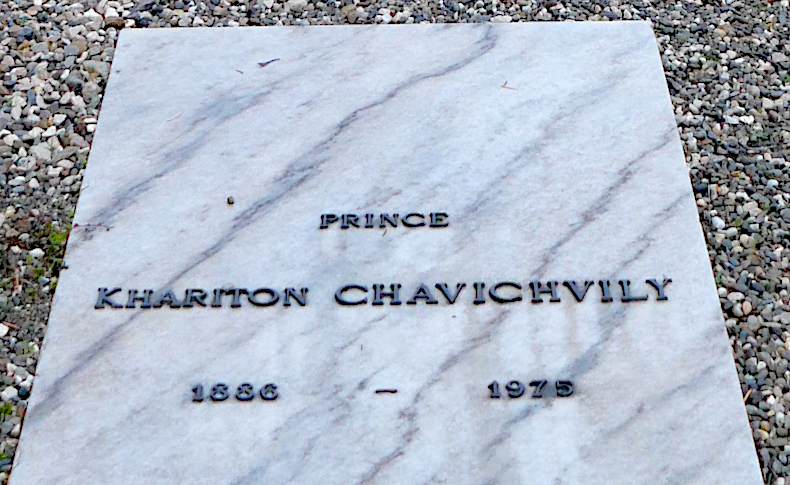

Chavichvily a fondé une famille en Suisse. Il a épousé Isabelle Achrapp, d'origine française, morte jeune des suites d’une maladie. Ils ont eu un unique fils, Levan, qui a eu trois enfants. Levan est mort des suites du cancer (après avoir eu quelques années avant un grave accident de la route). Vano Chavichvily, frère de Khariton, aurait été assassiné à Bruxelles par des agents secrets soviétiques en 1928.
Chavichvily est décédé le 27 janvier 1975, à l'âge de 88 ans. Il est enterré à Cologny (canton de Genève) où sur la pierre tombale il est inscrit « Prince Khariton Chavichvily 1886-1975 ».

## Œuvres
Chavichvily a publié une douzaine de livres à caractère politique en français, dont le principal est 
Patries, Prisons, Exil (une autobiographie de 1946).
- (de) Khariton Šavišvili, Offener Brief an den Genossen Jean Longuet : zur Beurteilung der Bolschewiki nach Aeusserungen der russischen sozialdemokratischen Parteipresse, Berne, Der freie Verlag, 1919, 38 p.

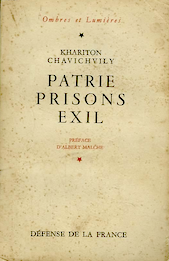

- Khariton Šavišvili (trad. de l'allemand), Lettre ouverte au camarade Jean Longuet, député de la Seine : Les bolchevikis d'après les journaux des partis socialistes russes [« Offener Brief an den Genossen Jean Longuet »], Berne, Der freie Verlag, 1919, 37 p.

- Khariton Chavichvily (préf. Albert Malche), Patrie, prisons, exil, [Paris], Défense de la France, coll. « Ombres et Lumières », 1946, 319 p. (présentation en ligne) Autobiographie.
- Khariton Chavichvily, De Moïse à Hitler : vues, pensées, paradoxes, Genève, P.-E. Grivet, 1948, 132 p.
- Albert Malche et Khariton Chavichvily, Chota Rousthavéli à l'Université de Genève, Genève, Perret-Gentil, 1963, 45 p.
- Khariton Chavichvily, Sainte Nino : la première femme apôtre : Sainte-Nino, patronne de la Géorgie, (296-329), Genève, Perret-Gentil, 1964, 45 p.
- Khariton Chavichvily, La tragédie des écrivains russes de Pouchkine à Pasternak, Genève, Perret-Gentil, 1965, 64 p.
- Khariton Chavichvily, L'URSS, seconde édition russe de l'Empire mongol, Genève, Perret-Gentil, 1965, 48 p.
- Khariton Chavichvily, La philosophie du socialisme, Genève, Perret-Gentil, 1968, 64 p.
- Khariton Chavichvily, Thamar ou “l’âge d’or” de la Géorgie, Genève, Perret-Gentil, 1971, 64 p. (présentation en ligne)
- Khariton Chavichvily, L'homme et la société, Genève, Poésie vivante, 1973, 117 p.
- Khariton Chavichvily, Révolutionnaires russes à Genève en 1908, Genève, Poésie vivante, coll. « Essais 4 », 1974, 108 p.

## Hommages

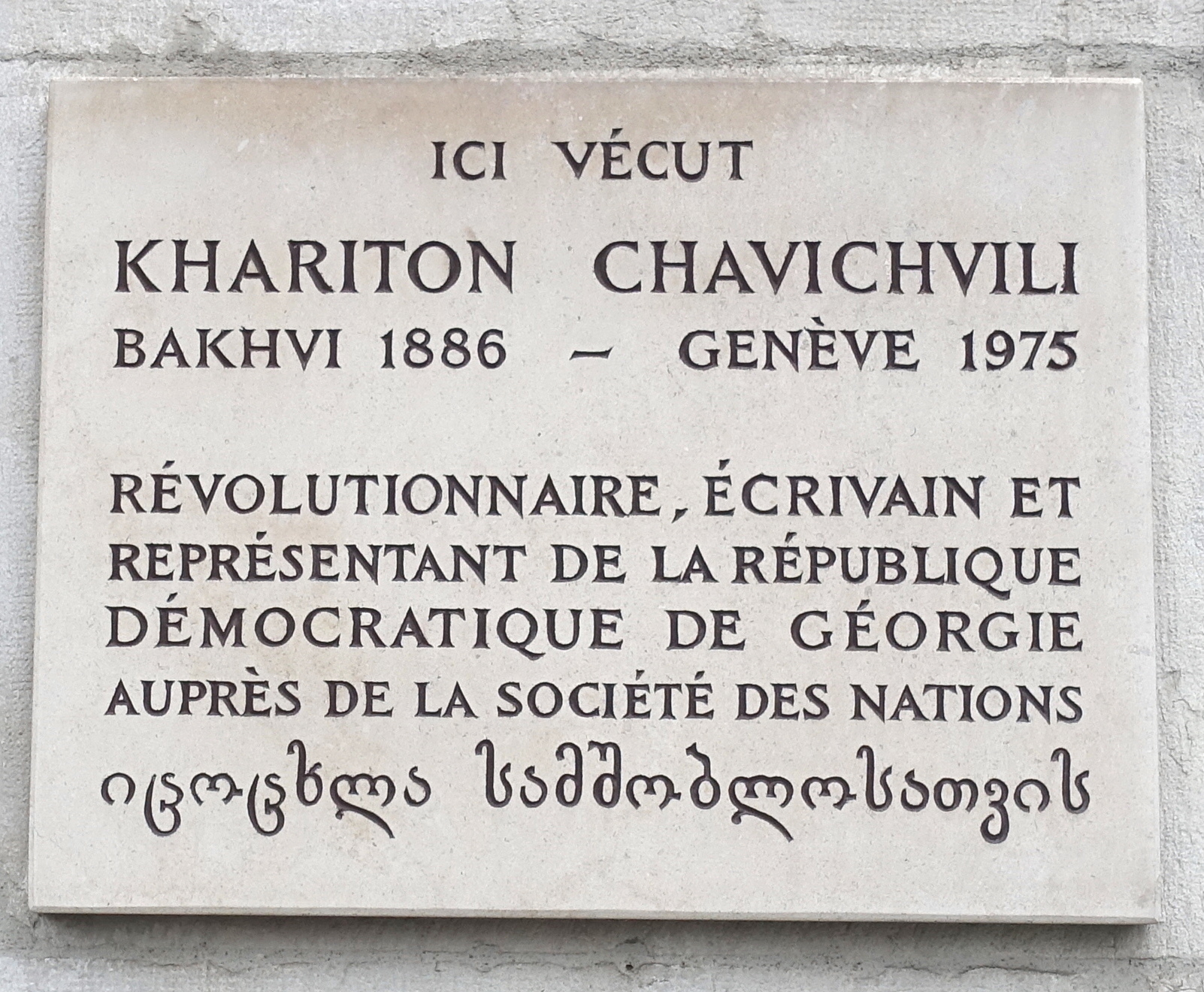
Plaque posée en 2013 à Genève.

Un court article paraît dans La Sentinelle à l’occasion des 80 ans de Chavichvily : « Un des rares témoins encore en vie et aussi contemporains de ceux qui firent la Révolution russe (…) un militant fidèle du socialisme genevois et une grande figure du socialisme international ». [lire en ligne]
Une notice nécrologique paraît dans le Journal de Genève, où l’auteur relève que Chavichvily, bien que socialiste, avait des contacts étroits avec Jean Martin, « directeur du Journal de Genève », et Albert Malche, conseiller aux États radical. « Ses adversaires eux-mêmes rendront hommage à son courage, comme à sa fine intelligence, à la fidélité de son amitié et à sa courtoisie qui était grande ». 
Jean Ziegler dit de Chavichvili, qui pendant de longues années à Genève a défendu la légitimité de l'indépendance de la Géorgie : « Il a toujours adhéré aux principes démocratiques lors des conférences internationales. (…) Il a aimé la Géorgie et il a profondément marqué toute une génération ».
Une plaque commémorative a été placée en 2013 sur la maison du 41 boulevard Georges-Favon à Genève, où Khariton Chavichvily a vécu les dernières années de sa vie. Ceci à l'initiative de l'ambassade de Géorgie et avec le soutien du gouvernement de la Confédération suisse.
Les archives de Khariton Chavichvily sont conservées à la bibliothèque de l'Office des Nations unies à Genève. Des copies numériques ont été réalisées en 2015 par le personnel des Archives nationales de Géorgie.